# Wereldkampioenschappen baanwielrennen 1976
De wereldkampioenschappen baanwielrennen 1976 werden gehouden van 7 tot en met 10 september in de Italiaanse stad Monteroni di Lecce. In totaal vonden er zeven onderdelen plaats; twee bij de vrouwen en vijf bij de mannen. Bij de mannen waren twee onderdelen voor de amateurs en de andere drie voor profs toegankelijk. Gastland Italië won vier medailles. Wegens de Olympische Zomerspelen 1976 die in Montréal plaatsvonden waren er bij deze editie van de WK enkele onderdelen voor de amateurs niet aanwezig bij het toernooi.

## Uitslagen

### Mannen
| Onderdeel     | Goud                                                   | Zilver                           | Brons                          |
| ------------- | ------------------------------------------------------ | -------------------------------- | ------------------------------ |
| Achtervolging | Francesco Moser                                        | Roy Schuiten                     | Knut Knudsen                   |
| Sprint        | John Nicholson                                         | Giordano Turrini                 | Yoshikazu Sugata               |
| Stayeren      | Bondsrepubliek Duitsland Wilfried Peffgen Dieter Durst | Nederland Norbert Koch Cees Stam | Italië Walter Avogadri Dagnoni |

### Amateurs
| Onderdeel | Goud                                  | Zilver                                       | Brons                                                     |
| --------- | ------------------------------------- | -------------------------------------------- | --------------------------------------------------------- |
| Stayeren  | Nederland Gaby Minneboo Bruno Walrave | Spanje Bartolomé Caldentey Antonio Mora      | Bondsrepubliek Duitsland Rainer Podlesch Christian Dippel |
| Tandem    | Polen Benedykt Kocot Janusz Kotliński | Tsjecho-Slowakije Ivan Kučírek Miloš Jelínek | Sovjet-Unie Anatolij Jabloenovskij Vladimir Semenets      |

### Vrouwen
| Onderdeel     | Goud                   | Zilver          | Brons           |
| ------------- | ---------------------- | --------------- | --------------- |
| Achtervolging | Keetie van Oosten-Hage | Luigina Bissoli | Mary Jane Reoch |
| Sprint        | Sheila Young           | Sue Novara      | Iva Zajíčková   |

## Medaillespiegel
| Plaats | Land                     | Goud | Zilver | Brons | Totaal |
| 1      | Nederland                | 2    | 2      | 0     | 4      |
| 2      | Italië                   | 1    | 2      | 1     | 4      |
| 3      | Verenigde Staten         | 1    | 1      | 1     | 3      |
| 4      | Bondsrepubliek Duitsland | 1    | 0      | 1     | 2      |
| 4      | Tsjecho-Slowakije        | 0    | 1      | 1     | 2      |
| 6      | Australië                | 1    | 0      | 0     | 1      |
| 6      | Polen                    | 1    | 0      | 0     | 1      |
| 8      | Spanje                   | 0    | 1      | 0     | 1      |
| 9      | Noorwegen                | 0    | 0      | 1     | 1      |
| 9      | Japan                    | 0    | 0      | 1     | 1      |
| 9      | Sovjet-Unie              | 0    | 0      | 1     | 1      |
| Totaal | Totaal                   | 7    | 7      | 7     | 21     |